# Lophotavia pulcherrima
Lophotavia pulcherrima là một loài bướm đêm trong họ Noctuidae.